# 6.25 전쟁의 전투 서열
다음은 6.25 전쟁에서의 진영별 전투 서열 목록이다.

## 유엔군 진영

### 대한민국
- 육군
  - 제1군단
  - 제2군단
  - 제3군단
  - 수도경비사령부 (제8, 17(옹진반도), 18보병연대)
  - 제1보병사단, 개성 (제11, 12, 13보병연대)
  - 제2보병사단, 대전 (제5, 16, 25연대)
  - 제3보병사단, 대구 (제22, 23연대)
  - 제5보병사단, 광주 (제15, 20연대)
  - 제6보병사단, 춘천 & 원주 (제2, 7, 19연대)
  - 제7보병사단, 동두천 (제1, 3, 9연대)
  - 제8보병사단, 강릉 & 주문진 (제10, 21연대)
  - 제9보병사단, 서울 (제28, 29, 30연대)
  - 독립기갑연대
- 해군
  - 묵호경비부
  - 인천경비부
  - 부산경비부
- 공군
  - 제10전투비행단; 1953년 2월 15일 ~ 휴전까지
  - 제18전투비행단; 1951년 ~ 휴전까지
- 해병대
  - 제1해병연대

### 미국

#### 육군
- 미국 극동 육군
  - 주일 군수사령부(JAPLOGCOM / JLC); 옛 "제8군 후방본부", 1950년 8월 25일 ~ 1952년 10월 1일, 극동 육군에 흡수됨.[1]
  - 제16(XVI)군단; 예비대

##### 정규군
- 제8군 - 대한민국 보병 사단과 UN 부대 연합
- 군단
  - 제1(I)군단
  - 제9(IX)군단
  - 제10(X)군단
- 사단
  - 제1기병사단
  - 제2보병사단
  - 제3보병사단
  - 제7보병사단
  - 제24보병사단
  - 제25보병사단
- 연대
  - 제5보병연대전투대
  - 제187공수보병연대

##### 방위군
- 뉴저지주 (NJ)
  - 제30병기대대 본부 및 본부분견대; 1951년 4월 22일 ~ 1955년 11월 26일
- 노스캐롤라이나주 (NC)
  - 제378공병전투대대; 1951년 2월 24일 ~ 1955년 2월 21일
- 뉴욕주 (NY)
  - 제101통신대대; 1952년 4월 7일 ~ 1954년 9월 23일
  - 제773대항공기자동포대대; 1952년 10월 18일 ~ 1953년 4월 30일
  - 제955야전포병대대; 1951년 2월 2일 ~ 1955년 3월 18일
- 메릴랜드주 (MD)
  - 제231수송화물차대대, 본부 및 본부분견대; 1951년 1월 1일 ~ 1955년 2월 21일
  - 제726수송화물차중대; 1950년 12월 31일 ~ 1955년 2월 21일
- 미시간주 (MI)
  - 제107병기정비중대 (Medium); 1951년 3월 9일 ~ 1954년 10월 27일
  - 제1437공병중대 (Treadway Bridge); 1951년 3월 2일 ~ 1955년 3월 18일
- 미시시피주 (MS)
  - 제138공병부교중대; 1951년 2월 16일 ~ 1952년 3월 1일
- 미주리주 (MO)
  - 제106병기정비중대 (Heavy); 1951년 3월 26일 ~ 1955년 5월 26일
- 아칸소주 (AR)
  - 제217의무Collecting중대; 1951년 5월 4일 ~ 1953년 2월 21일
  - 제936야전포병대대; 1951년 2월 10일 ~ 1954년 11월 10일
  - 제937야전포병대대; 1951년 2월 10일 ~ 1954년 11월 26일
- 아이다호주 (ID)
  - 제116공병전투대대; 1951년 2월 28일 ~ 1955년 1월 20일
- 앨라배마주 (AL)
  - 제107수송화물차중대; 1951년 1월 8일 ~ 1955년 2월 21일
  - 제151공병전투대대; 1951년 2월 9일 ~ 1955년 2월 21일
  - 제252수송화물차중대; 1951년 1월 1일 ~ 1955년 2월 21일
  - 제1169공병전투단; 본부 및 본부중대, 1951년 2월 28일 ~ 1955년 1월 20일
  - 제1343공병전투대대; 1951년 2월 9일 ~ 1955년 2월 21일
- 오클라호마주 (OK)
  - 제45보병사단; 1951년 12월 5일 ~ 1954년 4월 30일
- 오하이오주 (OH)
  - 제987기갑야전포병대대; 1951년 2월 16일 ~ 1954년 9월 27일
- 와이오밍주 (WY)
  - 제300기갑야전포병대대; 1951년 2월 16일 ~ 1954년 9월 27일
- UT
  - 제145야전포병대대 1951년 12월 5일 ~ 1955년 3월 18일
- 워싱턴 D. C. (DC)
  - 제715수송화물차중대; 1951년 1월 5일 ~ 1955년 1월 21일
  - 웨스트버지니아주 (WV)
  - 제1092공병전투대대; 1951년 3월 3일 ~ 1955년 3월 18일
- 유타주 (UT)
  - 제204야전포병대대; 1951년 2월 2일 ~ 1955년 3월 18일
  - 제213기갑야전포병대대; 1951년 2월 16일 ~ 1954년 10월 28일
- 일리노이주 (IL)
  - 제32병기대대, 본부 및 본부분견대; 1951년 7월 10일 ~ 1955년 5월 26일
- 켄터키주 (KY)
  - 제623야전포병대대; 1951년 12월 23일 ~ 1955년 3월 18일
- 캘리포니아주 (CA)
  - 제40보병사단; 1952년 6월 11일 ~ 1954년 6월 30일
- 테네시주 (TN)
  - 제194공병전투대대; 1951년 2월 16일 ~ 1955년 2월 20일
  - 제196야전포병대대; 1951년 2월 9일 ~ 1955년 3월 18일
  - 제568병기정비중대 (Heavy);  1951년 3월 19일 ~ 1955년 3월 14일
  - 제2998공병중대 (Treadway Bridge); 1951년 2월 27일 ~ 1954년 12월 20일
- 펜실베이니아주 (PA)
  - 제32병참단, 본부 및 본부분견대; 1952년 2월 17일 ~ 1955년 6월 23일
  - 제121수송화물차중대; 1951년 1월 4일 ~ 1955년 2월 21일
  - 제131수송화물차중대; 1951년 1월 1일 ~ 1954년 9월 18일
  - 제167수송화물차대대. 본부 및 본부분견대, PA 1 Jan 1951년 ~ 1955년 1월 23일
  - 제176기갑야전포병대대; 1951년 2월 17일 ~ 1954년 9월 27일
  - 제213대항공기자동포대대; 1951년 11월 11일 ~ 1952년 5월 28일
  - 제235야전포병관측대대; 1952년 12월 10일 ~ 1954년 12월 20일
- 플로리다주 (FL)
  - 제227대항공기단, 본부 및 본부포대; 1952년 3월 21일 ~ 1953년 5월 14일

#### 해군
- 미국 극동해군
  - TF-90
  - TF-95 - 1950년 9월 12일 ~ 휴전까지
  - TF-96
  - 제7함대 - 1950년 6월 27일 ~ 휴전까지
    - TF-70
      - TG-70.6 제1함대항공전단
        - VP-1; 1950년 8월 7일 ~ 1950년 11월 13일; 1951년 4월 ~ 1951년 8월 29일
        - VP-6; 1951년 7월 27일 ~ 1952년 1월 15일
        - VP-28; 1950년 7월 14일 ~ 1950년 8월 10일; 1951년 3월 28일 ~ 1951년 10월 11일; 1952년 5월 26일 ~ 1952년 12월 1일
          - A파견대; 1951년 10월 11일 ~ 1951년 12월 13일

        - VP-42; 1950년 ~7월 19일 1950년 8월 10일
        - VP-46; 1950년 12월 1일 ~ 1951년 2월 6일
        - VP-47 파견대; 1950년 7월 7일 ~ 1951년 1월 1일
        - VP-731; 1951년 2월 7일 ~ 1951년 8월 13일
        - VP-892; 1952년 2월 12일 ~ 1952년 9월 18일

      - 제6함대항공전단; 1950년 8월 4일 ~ 종전
        - VP-1; 1952년 3얼 29일 ~ 1952년 10월 5일; 1953년 5월 27일 ~ 종전
        - VP-2; 1951년 8월 1일 ~ 1951년 12월 2일
        - VP-6; 1950년 7월 7일 ~ 1951년 2월 12일
        - VP-7; 1953년 6월 28일 ~ 종전
        - VP-9; 1952년 6월 27일 ~ 1953년 1월 3일
        - VP-17; 1953년 2월 4일 ~ 1953년 8월 1일
        - VP-29; 1952년 9월 27일 ~ 1953년 4월 5일
        - VP-40; 1951년 5월 15일 ~ 1951년 12월 12일
        - VP-42; 1950년 8월 11일 ~ 1951년 4월 9일; 1951년 11월 22일 ~ 1952년 6월 11일
        - VP-46; 1951년 9월 25일 ~ 1952년 4월 2일; 1953년 3월 1일 ~ 종전
        - VP-47; 파견대; 1950년 7월 7일 ~ 1951년 1월 1일 ; 1951년 7월 26일 ~ 1952년 3월 4일; 1952년 11월 22일 ~ 1953년 6월 1일
        - VP-50 파견대; 1953년 6월 1일 ~ 종전
        - VP-731; 1952년 5월 29일 ~ 1952년 12월 8일
        - VP-772; 1951년 1월 1일 ~ 1951년 8월 3일
        - VP-871; 1951년 10월 ~ 1952년 7월 7일
        - VP-892; 1950년 11월 23일 ~ 1951년 6월 9일
        - RAF 제88비행전대 파견대
        - RAF 제205비행전대 파견대
        - RAF 제209비행전대 파견대

    - TF-72; 제12포르모사 순찰대 - 1950년 9월 12일
    - TF-77
      - 제1항공모함전대
        - USS 에식스 (CV-9); 1951년 8월 18일 ~ 1952년 3월 7일
          - 제5항공전단

      - 제3항공모함전대
      - 제5순양함전대
        - USS 에식스 (CV-9); 1952년 7월 27일 ~ 종전

      - 제1순양함전대
      - 제3순양함전대
      - 제5순양함전대
        - USS 에식스 (CV-9); 1951년 6월 26일 ~ 1952년 3월 25일; 1952년 6월 16일 ~ 1953년 2월 6일
        - USS 복서 (CV-21); 1950년 8월 2일 ~ 1950년 11월 11일; 1951년 3월 2일 ~ 1951년 10월 24일; 1952년 2월 8일 ~ 1952년 9월 26일; 1953년 3월 30일 ~ 종전
        - USS 본험 리처드 (CV-31); 1951년 5월 10일 ~ 1951년 12월 17일; 1952년 5월 20일 ~ 1953년 1월 8일
        - USS 레이테 (CV-32); 1950년 9월 6일 ~ 1951년 2월 3일
        - USS 케아르사지 (CV-33); 1952년 8월 11일 ~ 1953년 3월 17일
        - USS 오리스캐니 (CV-34); 1952년 9월 15일 ~ 1953년 5월 18일
        - USS 앤티탐 (CV-36)); 1951년 9월 8일 ~ 1952년 5월 2일
        - USS 프린스턴 (CV-37); 1950년 11월 9일 ~ 1951년 5월 29일; 1951년 5월 31일 ~ 8월 29일; 1952년 3월 21일 ~ 11월 3일; 1953년 1월 24일 ~ 종전
        - USS 레이크 챔플레인 (CV-39); 1953년 4월 26일 ~ 종전
        - USS 벨리 포지 (CV-45); 1950년 6월 25일 ~ 12월 1일; 1950년 12월 6일 ~ 1951년 4월 7일; 1951년 10월 15일 ~ 1952년 7월 3일; 1952년 11월 20일 ~ 1953년 6월 2일
        - USS 필리핀 씨 (CV-47) 1950년 7월 5일 ~ 1951년 3월 26일; 1951년 3월 28일 ~ 6월 9일 ; 1951년 12월 31일 ~ 1952년 8월 8일; 1952년 12월 5일 ~ 종전
        - USS 바탄 (CVL-29) 1950년 11월 16일 ~ 1951년 6월 25일; 1952년 1월 27일 ~ 1952년 8월 26일; 1952년 10월 28일 ~ 1953년 5월 26일

      - TG-77.3 포르모사 순찰대; 1950년 7월 20일 ~ 9월 11일
      - TG-77.7 보충단

    - TF-79 제3근무전대; 1950년 7월 21일

#### 해병대
- 제1임시해병여단; 1950년 7월 7일 ~ 9월 13일
- 제1해병사단; 1950년 8월 ~ 휴전까지
  - 제1해병연대
  - 제5해병연대
  - 제7해병연대
  - 제11해병연대
  - 제1전차대대
- 제1해병항공기비행단 (제5공군 협력)(극동공군 OPCON)
  - 제12해병항공기비행전대
    - VMFA-212
    - VMFA-115
    - VMFA-121
    - VMFA-323
    - VMA-311

  - 제33해병항공훈련지원단

#### 공군
- 극동공군
  - 제31전략정찰비행대대 (사진촬영) - 1950년 6월 29일 ~ 11월 15일
  - 제91전략정찰비행대대 (중형, 사진촬영) - 1950년 11월 15일 ~ 휴전까지
  - 제5공군
  - 제13공군
  - 폭격기사령부
  - 전투화물사령부
  - 극동항공물자사령부 (FEAM); 1947년 1월 1일 ~ 1957년 7월 1일

### 영국 연방
- 제27보병여단; 1950년 8월 29일 ~ 1951년 4월 27일, 제28보병여단과 교대.
- 제1사단; 1951년 7월 ~ 1954년
  - 캐나다 제25여단; 1951년 5월 ~ 1955년
  - 영국 제28보병여단; 1951년 4월 ~ 1954년
  - 영국 제29보병여단; 1950년 11월 ~ 1951년 7월
  - 오스트레일리아 대대
  - 뉴질랜드 포대
- RAAF 제77비행전대
- 영국 극동함대; 1950년 6월 28일 ~ 1953년

### 유엔군 사령부
1950년 7월 10일에 유엔사령부 총본부 (GHQ UNC)가 창설되자, 이전까지 미국군의 작전 통제에 있던 모든 부대는 유엔사령부에 예속되었다.
- 전투
  -  프랑스 대대 - 제2보병사단
  -  네덜란드 대대 - 제2보병사단, 1951년 연초 ~ 휴전까지
  -  벨기에 대대 - 제3보병사단, 1951년 2월 ~ 휴전까지
    -  룩셈부르크 소대 (1951년 2월부터)

  -  그리스 대대 - 제3보병사단
  -  콜롬비아 대대 - 제7보병사단
  -  칵뉴 대대 - 제7보병사단
  -  터키 여단 - 제25보병사단
  -  타이 대대 - 제1기병사단
- 의료 지원

- -  스웨덴 스웨덴 적십자 야전병원
  -  인도 제60공수야전병원
  -  덴마크 덴마크 적십자 병원선 'MS 유틀란디아 호'
  -  노르웨이 노르웨이 육군 이동외과병원 (NORMASH)
  -  이탈리아 이탈리아 제68적십자병원

## 공산 진영

### 조선인민군
- 전선사령부
- 군단
  - 제1군단
  - 제2군단
  - 제3군단
  - 제4군단
  - 제5군단
- 사단
  - 제1사단
  - 제2사단
  - 제3사단
  - 제4사단
  - 제5사단
  - 제6사단
  - 제7사단
  - 제8사단
  - 제10사단
  - 제12사단
  - 제13사단
  - 제15사단
  - 제105전차사단
- 연대
  - 제766독립보병연대

북한 제1~7사단까지는 정규부대로서 남한 침공에 참전하였고, 제10, 13, 15사단은 경비 예비대로 쓰였다.

### 중화인민공화국
- 제13군집단 - General Deng Hua
  - 제38군 - General Liang Xingchu
    - 제112사단 (334, 335, 336 연대)
    - 제113사단 (제337, 338, 339 연대)
    - 제114사단 (제340, 341, 342 연대)

  - 제39군 - General Wu Xinquan
    - 제115사단 (제343, 344, 345 연대)
    - 제116사단 (제346, 347, 348 연대)
    - 제117사단 (제349, 350, 351 연대)

  - 제40군 - General Wen Yucheng
    - 제118사단 (제352, 353, 354 연대)
    - 제119사단 (제355, 356, 357 연대)
    - 제120사단 (제358, 359, 360 연대)

  - 제42군 - General Wu Ruilin
    - 제124사단 (제370, 371, 372 연대)
    - 제125사단 (제373d, 374, 375 연대)
    - 제126사단 (제376, 377, 378 연대)

  - 제50군 - General Zeng Zesheng
    - 제148사단 (제442, 443, 444 연대)
    - 제149사단 (제445, 446, 447 연대)
    - 제150사단 (제448, 449, 450 Regis)

  - 제66군 - General Xiao Xinhuai
    - 제196사단 (제586, 587, 588 연대)
    - 제197사단 (제589, 590, 591 연대)
    - 제198사단 (제592, 593, 594 연대)

  - 제1차량화포병사단 (제25, 26, 27 연대)
  - 제2차량화포병사단 (제28, 29, 30 연대)
  - 제8차량화포병사단 (제31, 44, 45 연대)
- 제9군집단 - General Song Shi-Lun
  - 제20군 - General Zhang Yixiang
    - 제58사단 (제172, 173, 174 연대)
    - 제59사단 (제175, 176, 177 연대)
    - 제60사단 (제178, 179, 180 연대)
    - 제89사단 (제265, 266, 267 연대)

  - 제26군 - General Zhang Renchu
    - 제76사단 (제226, 227, 228 연대)
    - 제77사단 (제229, 230, 231 연대)
    - 제78사단 (제232, 233, 234, 연대)
    - 제88사단 (제262, 263, 264 연대)

  - 제27군 - General Peng Dehui
    - 제79사단 (제235, 236, 237 연대)
    - 제80사단 (제238, 239, 240 연대)
    - 제81사단 (제241, 242, 243 연대)
    - 제90사단 (제268, 269, 270 연대)
- 제3군집단 - General Chen Geng
  - 제12군 - General Zeng Shaoshan
  - 제15군 - General Qin Jiwei
  - 제60군 - General Wei Jie
    - 제179사단
    - 제180사단
    - 제181사단
- 제19(XIX)군집단 - General Yang Dezhi
  - 제63군 - General Fu Congbi
  - 제64군 - General Zeng Siyu
  - 제65군 - General Xiao Yingtang

### 그외
- 소비에트 연방
  - 제64전투기항공군단 (비공식)
- 비전투 의료 지원
  -  불가리아 적십자[2]
  -  체코슬로바키아 야전병원 (1952년)[3]

## 같이 보기
- 6.25 전쟁의 미국 제8군 전투 서열

## 참고 문헌
- 6.25 전쟁과 유엔군 - 국방부 군사편찬연구소, 2015 (E-BOOK) 보관됨 2023-07-09 - 웨이백 머신
- 6.25 전쟁과 유엔군 - 국방부 군사편찬연구소, 2015 (PDF) 보관됨 2023-07-09 - 웨이백 머신
- 통계로 본 6.25 전쟁 - 국방부 군사편찬연구소, 2014 (E-BOOK) 보관됨 2023-07-09 - 웨이백 머신
- 통계로 본 6.25 전쟁 - 국방부 군사편찬연구소, 2014 (PDF) 보관됨 2021-01-11 - 웨이백 머신
- 유엔군 지원사 - 국방부 군사연구소, 1998 (E-BOOK) 보관됨 2023-07-09 - 웨이백 머신
- 유엔군 지원사 - 국방부 군사연구소, 1998 (PDF) 보관됨 2023-07-09 - 웨이백 머신
- 한국전쟁 요약 - 국방부 전사편찬위원회, 1986 (PDF) 보관됨 2023-07-09 - 웨이백 머신
- 한국전쟁사 제10권 - 유엔군 참전편 (오스트레일리아, 벨기에, 룩셈부르크, 캐나다, 콜롬비아, 에티오피아, 프랑스, 그리스, 네덜란드) - 국방부 전사편찬위원회, 1979, (E-BOOK) 보관됨 2023-06-24 - 웨이백 머신
- 한국전쟁사 제10권 - 유엔군 참전편 (오스트레일리아, 벨기에, 룩셈부르크, 캐나다, 콜롬비아, 에티오피아, 프랑스, 그리스, 네덜란드) - 국방부 전사편찬위원회, 1979, (PDF) 보관됨 2023-06-05 - 웨이백 머신
- 한국전쟁사 제11권 - 유엔군 참전편 (뉴질랜드, 필리핀, 남아프리카 공화국, 태국, 튀르키예, 영국, 미국, 덴마크, 인도, 이탈리아, 노르웨이, 스웨덴) - 국방부 전사편찬위원회, 1980 (E-BOOK) 보관됨 2023-07-07 - 웨이백 머신
- 한국전쟁사 제11권 - 유엔군 참전편 (뉴질랜드, 필리핀, 남아프리카 공화국, 태국, 튀르키예, 영국, 미국, 덴마크, 인도, 이탈리아, 노르웨이, 스웨덴) - 국방부 전사편찬위원회, 1980 (PDF) 보관됨 2023-07-09 - 웨이백 머신

- The History of the UN Forces in the Korean War-1 (Ethiopia, Philippines, South Africa, Thailand, Turkey) - ROK Ministry of National Defense Institute for Military History, 1972 (E-BOOK) 보관됨 2023-07-09 - 웨이백 머신
- The History of the UN Forces in the Korean War-1 (Ethiopia, Philippines, South Africa, Thailand, Turkey) - ROK Ministry of National Defense Institute for Military History, 1972 (PDF) 보관됨 2023-06-28 - 웨이백 머신
- The History of the UN Forces in the Korean War-2 (Australia, Canada, India, New Zealand, United Kingdom) - ROK Ministry of National Defense Institute for Military History, 1981 (E-BOOK) 보관됨 2023-07-09 - 웨이백 머신
- The History of the UN Forces in the Korean War-2 (Australia, Canada, India, New Zealand, United Kingdom) - ROK Ministry of National Defense Institute for Military History, 1981 (PDF) 보관됨 2023-06-05 - 웨이백 머신
- The History of the UN Forces in the Korean War-3 (Belgium, Colombia, France, Greece, Luxembourg, Netherlands, Denmark, Italy, Norway, Sweden) - ROK Ministry of National Defense Institute for Military History, 1974 (E-BOOK) 보관됨 2023-07-09 - 웨이백 머신
- The History of the UN Forces in the Korean War-3 (Belgium, Colombia, France, Greece, Luxembourg, Netherlands, Denmark, Italy, Norway, Sweden) - ROK Ministry of National Defense Institute for Military History, 1974 (PDF) 보관됨 2023-06-05 - 웨이백 머신
- The History of the UN Forces in the Korean War-4 (United States) - ROK Ministry of National Defense Institute for Military History, 1975 (E-BOOK) 보관됨 2023-07-09 - 웨이백 머신
- The History of the UN Forces in the Korean War-4 (United States) - ROK Ministry of National Defense Institute for Military History, 1975 (PDF) 보관됨 2023-06-05 - 웨이백 머신
- The History of the UN Forces in the Korean War-5 (United States) - ROK Ministry of National Defense Institute for Military History, 1976 (E-BOOK) 보관됨 2023-07-09 - 웨이백 머신
- The History of the UN Forces in the Korean War-5 (United States) - ROK Ministry of National Defense Institute for Military History, 1976 (PDF) 보관됨 2023-06-05 - 웨이백 머신
- The History of the UN Forces in the Korean War-6 (Summary) - ROK Ministry of National Defense Institute for Military History, 1977 (E-BOOK) 보관됨 2023-07-09 - 웨이백 머신
- The History of the UN Forces in the Korean War-6 (Summary) - ROK Ministry of National Defense Institute for Military History, 1977 (PDF) 보관됨 2023-06-28 - 웨이백 머신

## 참고 자료
- “Army National Guard Units in Korea” (영어). National Guard Educational Foundation. 2017년 3월 6일에 원본 문서에서 보존된 문서. 2017년 3월 6일에 확인함.
- Gordon L. Ed; Rottman Evanhoe (2002년 12월). 《Korean War Order of Battle: United States, United Nations, and Communist Ground, Naval, and Air Forces, 1950-1953》 (영어). Greenwood Publishing Group, Incorporated. ISBN 978-0-275-97835-8.
- Billy C. Mossman (1990). 《United States Army in the Korean War EBB and flow November 1950-July 1951》 (영어). 워싱턴 D.C.: 미국 육군 역사관. 2021년 1월 29일에 원본 문서에서 보존된 문서. 2014년 4월 7일에 확인함.